# Carter Hart
Carter Hart (né le 13 août 1998 à Sherwood Park, dans la province de l'Alberta, au Canada) est un joueur professionnel canadien de hockey sur glace qui évolue actuellement au poste de gardien de but pour les Flyers de Philadelphie dans la LNH.

## Biographie

### En club
En 2013-2014, Carter débute dans la LHOu avec les Silvertips d'Everett. Il joue seulement 2 parties dans lesquelles il perd 2 fois, une fois en temps régulier, une fois en prolongation. L'année suivante, il joue 30 matchs et inscrit 18 victoires, 5 défaites et 5 nulles pour une moyenne de 2,29 buts accordés par match. En 2015-2016, cette fois-ci, il est le gardien partant de l'équipe et il ne déçoit pas. En 63 matchs, gagne 35 fois, perd 23 fois et égalise 4 fois pour une impressionnante moyenne de 2.14 buts accordés par match.
Après cette bonne saison, Hart est maintenant éligible pour le repêchage d'entrée dans la LNH 2016. Il est classé deuxième chez les gardiens de but nord-américains. Il est repêché au deuxième tour au 48e échelon par les Flyers de Phiadelphie.
Après s'être fait repêcher, Carter ne joua pas dans la LNH tout de suite mais joua deux autres saisons dans la LHOu. Lors de ces deux saisons, il joua 95 matchs pour un bilan de 63 victoires, 17 défaites et 9 matchs nuls.
Au début de la saison 2018-2019, il fut assigné dans la LAH par les Phantoms de Lehigh Valley. Mais le 18 décembre 2018, il fut rappelé par les Flyers qui étaient avec un record du plus grand nombre de gardiens de buts différents en une saison. Dès son premier match, il fit parler. Il gagna 3-2 contre les Red Wings de Détroit, le plus jeune depuis le gardien étoile du CH, Carey Price à gagner un match à son premier match en LNH.
À la fin du mois de janvier 2019, il fut nommé la recrue du mois avec une fiche de 6-2-1, une moyenne de 2,33 buts accordés par match et un pourcentage d'arrêt de .931 %. Il faut aussi ajouter qu'il avait une séquence de 5 matchs gagnés consécutifs à la fin du mois.
Le 9 octobre 2019, au deuxième match de la saison 2019-2020, le jeune gardien de Sherwood Park inscrit son premier blanchissage en carrière face au Devils du New Jersey. Il bloqua 25 tirs lors de ce match.
Le 23 janvier 2024, les Flyers annoncent que Hart se voit accorder un congé indéfini de l'équipe. Le 30 janvier 2024, Hart est accusé d'agression sexuelle après une agression présumée en 2018 à London, en Ontario. Il est déclaré non coupable le 24 juillet 2025.

### Niveau International
Il représente le Canada au niveau international.
À son premier championnat du monde junior de hockey sur glace, il fut le gardien partant de l'équipe de la feuille d'érable mais cette année-là, le Canada s'incline en finale face à leur rivale, les États-Unis, 5-4 en fusillade.
Lors du championnat du monde junior de hockey sur glace 2018, Carter était le gardien partant de l'équipe avec laquelle il a gagné la médaille d'or face à la Suède, dans une victoire de 3-1.

## Statistiques

### En club
| Saison    | Équipe                    | Ligue |    | Saison régulière | Saison régulière | Saison régulière | Saison régulière | Saison régulière | Saison régulière | Saison régulière | Saison régulière | Saison régulière | Saison régulière |    | Séries éliminatoires | Séries éliminatoires | Séries éliminatoires | Séries éliminatoires | Séries éliminatoires | Séries éliminatoires | Séries éliminatoires | Séries éliminatoires | Séries éliminatoires |
| Saison    | Équipe                    | Ligue | PJ | V                | D                | Pr/N             | Min              | BC               | Moy              | % Arr            | Bl               | Pun              | PJ               | V  | D                    | Min                  | BC                   | Moy                  | % Arr                | Bl                   | Pun                  |                      |                      |
| 2013-2014 | Silvertips d'Everett      | LHOu  | 2  | 0                | 1                | 1                | 103              | 6                | 3,49             | 89,3             | 0                | 0                | -                | -  | -                    | -                    | -                    | -                    | -                    | -                    | -                    |                      |                      |
| 2014-2015 | Silvertips d'Everett      | LHOu  | 30 | 18               | 5                | 5                | 1 648            | 63               | 2,29             | 91,5             | 4                | 0                | 11               | 5  | 6                    | 710                  | 27                   | 2,28                 | 92,9                 | 0                    | 0                    |                      |                      |
| 2015-2016 | Silvertips d'Everett      | LHOu  | 63 | 35               | 23               | 4                | 3 693            | 132              | 2,14             | 91,8             | 6                | 0                | 6                | 2  | 4                    | 352                  | 14                   | 2,39                 | 92,9                 | 1                    | 0                    |                      |                      |
| 2016-2017 | Silvertips d'Everett      | LHOu  | 54 | 32               | 11               | 8                | 3 078            | 102              | 1,99             | 92,7             | 9                | 2                | 10               | 4  | 6                    | 691                  | 28                   | 2,43                 | 90,8                 | 1                    | 0                    |                      |                      |
| 2017-2018 | Silvertips d'Everett      | LHOu  | 41 | 31               | 6                | 1                | 2 437            | 65               | 1,60             | 94,7             | 7                | 4                | 22               | 14 | 8                    | 1 325                | 53                   | 2,40                 | 92,1                 | 2                    | 0                    |                      |                      |
| 2018-2019 | Phantoms de Lehigh Valley | LAH   | 18 | 9                | 6                | 1                | 1 005            | 51               | 3,05             | 90,2             | 1                | 0                | -                | -  | -                    | -                    | -                    | -                    | -                    | -                    | -                    |                      |                      |
| 2018-2019 | Flyers de Philadelphie    | LNH   | 31 | 16               | 13               | 1                | 1 717            | 81               | 2,83             | 91,7             | 0                | 0                | -                | -  | -                    | -                    | -                    | -                    | -                    | -                    | -                    |                      |                      |
| 2019-2020 | Flyers de Philadelphie    | LNH   | 43 | 24               | 13               | 3                | 2 356            | 95               | 2,42             | 91,4             | 1                | 0                | 14               | 9  | 5                    | 860                  | 32                   | 2,23                 | 92,6                 | 2                    | 2                    |                      |                      |
| 2020-2021 | Flyers de Philadelphie    | LNH   | 27 | 9                | 11               | 5                | 1 456            | 89               | 3,67             | 87,7             | 1                | 2                | -                | -  | -                    | -                    | -                    | -                    | -                    | -                    | -                    |                      |                      |
| 2021-2022 | Flyers de Philadelphie    | LNH   | 45 | 13               | 24               | 7                | 2 603            | 137              | 3,16             | 90,5             | 1                | 0                | -                | -  | -                    | -                    | -                    | -                    | -                    | -                    | -                    |                      |                      |
| 2022-2023 | Flyers de Philadelphie    | LNH   | 55 | 22               | 23               | 10               | 3 164            | 155              | 2,94             | 90,7             | 2                | 0                | -                | -  | -                    | -                    | -                    | -                    | -                    | -                    | -                    |                      |                      |

### En équipe nationale
| Année | Équipe          | Compétition                 |   | PJ | V | D | Pr/N | Min | BC   | Moy  | % Arr | Bl | Pun               |  | Résultat |
| 2017  | Canada - 20 ans | Championnat du monde junior | 4 | 3  | 1 | 0 |      | 10  | 2,38 | 90,6 | 0     |    | Médaille d'argent |  |          |
| 2018  | Canada - 20 ans | Championnat du monde junior | 6 | 5  | 1 | 0 |      | 11  | 1,81 | 93   | 1     |    | Médaille d'or     |  |          |
| 2019  | Canada          | Championnat du monde        | 3 | 3  | 0 | 0 |      | 2   | 0,70 | 96,4 | 1     |    | Médaille d'argent |  |          |

## Trophées et honneurs personnelles

### Junior
2015-2016 
- Gardien de la saison de la Ligue canadienne de hockey.
- Trophée Del-Wilson du meilleur gardien de but dans la LHOu.
- Gagnant de la coupe Hlinka-Gretzky

2016-2017
- Médaille d'argent au championnat du monde junior.
- Trophée Del-Wilson du meilleur gardien de but dans la LHOu.

2017-2018
- Médaille d'or au championnat du monde junior.
- Trophée commémoratif des quatre Broncos du meilleur joueur de l'année dans la LHOu.
- Gardien de la saison de la Ligue canadienne de hockey.
- Trophée Del-Wilson du meilleur gardien de but dans la LHOu.

### LNH
2018-2019 
- Recrue du mois de la LNH (Janvier)
- Médaille d'argent au championnat du monde.